# Rahbat
Rahbat est une commune de la wilaya de Batna, dans la région des Aurès en Algérie.

## Géographie

### Situation
Le territoire de la commune de Rahbat est situé au nord de la wilaya.
| Ain Azel (wilaya de Sétif) Guigba | Ain Azel (wilaya de Sétif) | Beidha Bordj (wilaya de Sétif) |
| Guigba                            | Rahbat                     | Talkhamt                       |
| Ras El Aioun                      | Ras El Aioun               | Talkhamt                       |

### Localités de la commune
La commune de Rahbat est composée de 6 localités :
- Chaabet Zitoune
- Ouled Abbès
- Ouled Driss
- Ouled Gueboudj
- Rahbat
- Tazila